# Love for Sale (Boney M.-album)
A Love for Sale  a nyugatnémet Boney M. együttes második stúdióalbuma. Műfaja: eurodisco, megjelenés éve: 1977. A felvételi munkálatok a müncheni Union Studiosban és a frankfurti Europasound Studiosban zajlottak. Az LP 10 dalt tartalmaz, melyek között – az előző nagylemezhez hasonlóan – saját számok és feldolgozások egyaránt szerepelnek. A nagy sláger, a Ma Baker egy hírhedt női gengszterről szól (a név helyesen: Kate Ma Barker, 1871–1935). A címadó dal egy Cole Porter-szerzemény feldolgozása, a Have You Ever Seen the Rain? a Creedence Clearwater Revival slágere volt korábban, a lírai Still I’m Sad eredetijét pedig a The Yardbirds adta elő. A lemezborítón a tagok majdnem teljesen meztelenül láthatók. A merésznek számító fotót néhány országban egy szolidabb fényképre cserélték. Az LP egyébként világszerte nagyobb sikernek bizonyult, mint az előző album, a Take the Heat Off Me.

## A dalok

### „A” oldal
1. Ma Baker (Frank Farian – Fred Jay – George Reyam) 4:36
2. Love for Sale (Cole Porter) 4:47
3. Belfast (Hillsbury – Deutscher – Menke) 3:31
4. Have You Ever Seen the Rain? (John Fogerty) 2:40
5. Gloria, Can You Waddle (Frank Farian – George Reyam) 3:57

### „B” oldal
1. Plantation Boy (Fred Jay – King) 4:27
2. Motherless Child (Frank Farian – Liz Mitchell) 4:58
3. Silent Lover (Frank Farian – Keith Forsey – Fred Jay) 4:14
4. A Woman Can Change A Man (Frank Farian – Fred Jay) 3:33
5. Still I'm Sad (Jim McCarty – Paul Samwell-Smith) 4:34

George Reyam valójában Hans-Jörg Mayerrel azonos. Az Amerikai Egyesült Államokban megjelent korongon az „A” oldal harmadik száma a Belfast helyett az előző LP nagy slágere, a Daddy Cool volt.

## Közreműködők
- Liz Mitchell – ének (A2, A4, B1, B2, B4, B5), háttérvokál
- Marcia Barrett – ének (A3, B3), háttérvokál
- Frank Farian – ének (A5), háttérvokál
- Linda Blake – hang a Ma Baker című felvételen
- Bill Swisher – hang a Ma Baker című felvételen
- The Rhythm Machine – zenészek
- Gary Unwin – basszusgitár
- Keith Forsey – dobok
- Todd Canedy – dobok
- Nick Woodland – gitár
- Johan Daansen – gitár
- Thor Baldursson – billentyűs hangszerek
- The Black Beautiful Circus – egyéb közreműködők (A5, B5)
- Frank Farian – producer
- Stefan/Stephen Klinkhammer – keverés, felvételvezető
- Christian Kolonovits – keverés
- Johann Daansen – keverés
- Thor Baldursson – keverés
- Fred Schreier – hangmérnök
- Hartmut Pfannmüller – hangmérnök
- John Lund – hangmérnök
- Michael Lammert – hangmérnök

A közreműködők közül Gary Unwin Dee D. Jackson háziszerzőjének számított, Keith Forsey Donna Summer lemezeinek elkészítésében is közreműködött. Mindkét zenész részt vett a Hot Blood nevű diszkóprojektben, akárcsak Stefan Klinkhammer és Nick Woodland. Christian Kolonovits a Chilly sikereiből vette ki a részét.

## Különböző kiadások

### LP
- Anglia: Atlantic Records K50385.
- Egyesült Államok: Atlantic SD 19145.
- NSZK: Hansa Records 28 888 OT.

### CD
- Németország, 1994: BMG 74321 21270 2.
- Az Európai Unió és az Egyesült Államok, 2007: Sony-BMG Sony-BMG 88697-08261-2.
Bónuszfelvételek: Ma Baker – Somebody Scream (Sash! radio edit, 1999, 3:23), Stories (radio mix, Boney M. feat Liz Mitchell, 1990, 4:16´).

## Kimásolt kislemezek

### Anglia

#### 7"
- Ma Baker – 4:32 / Still I'm Sad – 4:36 (Atlantic Records K10965, 1977)
- Belfast – 3:30 / Plantation Boy – 4:03 (Atlantic K11020, 1977)

### Egyesült Államok

#### 7"
- Ma Baker 4:32 / Gloria Can You Waddle (Atlantic SD 19145, 1977)

### NSZK

#### 7"
- Ma Baker (Early version) – 4:47 / Still I'm Sad – 4:36 (Hansa Records 17 888 AT (17 888 A–4/77 B–1/77), 1977)
- Ma Baker – 4:32 / Still I'm Sad – 4:36 (Hansa 17 888 AT, 1977)
- Belfast – 3:30 / Plantation Boy – 4:03 (Hansa 11 537 AT, 1977)

## Az album slágerlistás helyezései
- Anglia: Legmagasabb pozíció: 13. hely
- Ausztria: 1977. július 15–től 40 hétig. Legmagasabb pozíció: 1. hely
- Hollandia: Legmagasabb pozíció: 2. hely
- NSZK: Legmagasabb pozíció: 1. hely
- Norvégia: 1977. A 23. héttől 30 hétig. Legmagasabb pozíció: 2. hely
- Svédország: 1977. június 3–tól 14 hétig. Legmagasabb pozíció: 1. hely

## Legnépszerűbb slágerek
- Ma Baker

Anglia: 1977. június. Legmagasabb pozíció: 2. hely

Ausztria: 1977. június 15-étől 24 hétig. Legmagasabb pozíció: 1. hely

Egyesült Államok: Legmagasabb pozíció: 96. hely (a Hot Dance Club Play listán a legmagasabb pozíció: 31. hely)

Hollandia: Legmagasabb pozíció: 1. hely

Írország: Legmagasabb pozíció: 4. hely

Németország: Legmagasabb pozíció: 1. hely

Norvégia: 1977. A 22. héttől 23 hétig. Legmagasabb pozíció: 1. hely

Svájc: 1977. május 28-ától 18 hétig. Legmagasabb pozíció: 1. hely

Svédország: 1977. május 20-ától 13 hétig. Legmagasabb pozíció: 1. hely
- Belfast

Anglia: 1977. október. Legmagasabb pozíció: 8. hely

Ausztria: 1977. november 15-étől 20 hétig. Legmagasabb pozíció: 2. hely

Hollandia: Legmagasabb pozíció: 1. hely

Írország: Legmagasabb pozíció: 1. hely

Németország: Legmagasabb pozíció: 1. hely

Svájc: 1977. október 22-étől 17 hétig. Legmagasabb pozíció: 1. hely
- Still I’m Sad

Svédország: 1977. május 20-tól 1 hétig. Legmagasabb pozíció: 17. hely
- Love for Sale
- Have You Ever Seen the Rain?
- Gloria (Can You Waddle)
- Plantation Boy
- Motherless Child

## Lásd még
- Take the Heat Off Me
- Nightflight to Venus
- Oceans of Fantasy
- Boonoonoonoos
- Christmas Album
- Ten Thousand Lightyears
- Kalimba de Luna – 16 Happy Songs
- Eye Dance
- 20th Century Hits

## Külső hivatkozások
- Dalszöveg: Ma Baker
- Dalszöveg: Love for Sale Archiválva 2010. december 6-i dátummal a Wayback Machine-ben
- Dalszöveg: Belfast
- Dalszöveg: Have You Ever Seen the Rain?
- Dalszöveg: Gloria (Can You Waddle)
- Dalszöveg: Plantation Boy
- Dalszöveg: Motherless Child
- Dalszöveg: Silent Lover
- Dalszöveg: A Woman Can Change A Man
- Dalszöveg: Still I’m Sad
- Videó: Ma Baker
- Videó: Belfast
- Videó: Plantation Boy
- Videó: Still I’m Sad